# アントニーナ・ネジダーノヴァ
アントニーナ・ヴァシーリエヴナ・ネジダーノヴァ（ロシア語: Антони́на Васи́льевна Нежда́нова、ラテン文字転写例: Antonina Vasil'evna Nezhdanova、1873年6月16日、オデッサ近郊クリヴァヤ・バルカ — 1950年6月26日、モスクワ）は、ロシア及びソヴィエト連邦のソプラノ歌手。ロシアの声楽界を代表する歌手の一人である。夫は指揮者のニコライ・ゴロワノフ。

## 概説
1873年にオデッサ近郊のクリヴァヤ・バルカで生まれた。1899年から1902年にかけてモスクワ音楽院でウンベルト・マゼッティに師事した。卒業するとすぐにボリショイ劇場にソリストとして招聘され、グリンカ『皇帝に捧げた命』のアントニーダ役で初舞台を踏んだ。ボリショイ劇場ではその後30年以上にわたってオペラの主要な役を演じた。
彼女が演じた主な役にはグリンカ『ルスランとリュドミラ』のリュドミラやチャイコフスキー『エフゲニー・オネーギン』のタチアナ、ロッシーニ『セビリアの理髪師』のロジーナ、ドリーブ『ラクメ』のラクメ、リムスキー＝コルサコフ『雪娘』の雪娘、『サトコ』のヴォルホヴァ、『金鶏』のシェマハの女王などがある。その中でも特に彼女を有名にしたのは『皇帝に捧げた命』のアントニーダとリムスキー＝コルサコフ『皇帝の花嫁』のマルファの演技だった。
ネジダーノヴァの歌唱は澄明な発声、音程の正確さ、及びコロラトゥーラの技巧により高く評価された。舞台上での演技についてはフョードル・シャリャーピンやコンスタンチン・スタニスラフスキーの助言も受けたが、彼女が最も意を払っていたのは歌による人物造型だった。彼女と定期的に共演していた男性歌手がレオニード・ソビノフで、彼らのデュエットはその完璧なまでのハーモニーによりオペラ芸術の鑑と称えられた。
オペラ以外の声楽作品の演奏にも取り組み、ベートーヴェンやシューベルト、チャイコフスキー、ラフマニノフ、ストラヴィンスキーなどの歌曲やロシア民謡などを歌った。ラフマニノフやアレンスキー、グラズノフ、スクリャービン、夫のゴロワノフともしばしば共演した。特にラフマニノフからヴォカリーズを献呈され、作曲者との共演により初演したことはよく知られている。
1936年にはソ連人民芸術家の称号を与えられ、同年からボリショイ劇場のオペラ養成所で声楽を教えた。1943年からはモスクワ音楽院の教授となり、リムスキー＝コルサコフやラフマニノフ、ソビノフなどについての論文を執筆した。
1950年にモスクワで亡くなった。同年よりオデッサ音楽院は自校の名称に彼女の名を冠している。
1977年に発見された小惑星ネジダーノヴァは彼女にちなんで名付けられた。